# Bartosz Walasek
Bartosz Walasek (ur. 15 czerwca 1976 w Gdyni) – polski piłkarz ręczny, prawoskrzydłowy. W latach 1996–2003 był zawodnikiem Wybrzeża Gdańsk i w tym klubie święcił największe sukcesy (dwa tytuły mistrza Polski, 2000 i 2001), po rozpadzie klubu przeszedł do AZS-AWFiS Gdańsk, aby po roku przenieść się do zespołu Mistrza Grecji, Panellinios Ateny. Reprezentował także barwy Warmii-Traveland Olsztyn oraz niemieckiego Vfl Eintracht Hagen. W sezonie 2010/2011 zdecydował się na czynną pomoc w reaktywacji piłki ręcznej w Gdańsku od poziomu 2. ligi i wraz z kolegami z klubu SHC Wybrzeże Gdańsk wprowadził ten zespół do 1. ligi. Karierę sportową zakończył w występującym na zapleczu Superligi zespole Polski Cukier Pomezania Malbork.
Ma żonę Dorotę i córkę Maję.

## Kluby
- 1995-2003  GKS Wybrzeże Gdańsk
- 2003-2004  AZS AWFiS Gdańsk
- 2004-2005  Panellinios Athens
- 2005-2006  Traveland-Społem Olsztyn
- 2006-2007  Vfl Eintracht Hagen
- 2007-2008  AZS AWFiS Gdańsk
- 2008-2009  Sokół Kościerzyna
- 2010-2011  SHC Wybrzeże Gdańsk
- 2012-2014   Polski Cukier SPR Pomezania Malbork

## Sukcesy
- 1999/2000:  Mistrzostwo Polski z Wybrzeżem Gdańsk
- 2000/2001:  Mistrzostwo Polski z Wybrzeżem Gdańsk
- 2004/2005  Panellinios Athens - brązowy medal
- 1994:  Mistrzostwo Polski Juniorów z Wybrzeżem Gdańsk
- 1993:  Vice Mistrzostwo Polski Juniorów z Wybrzeżem Gdańsk